# Linia kolejowa Królewiec – Sowieck
Linia kolejowa Królewiec – Sowieck – linia kolejowa w Rosji łącząca stację Kaliningrad Pasażerski ze stacją Sowieck i z granicą państwową z Litwą. Zarządzana jest przez Kolej Kaliningradzką (część Kolei Rosyjskich).
Linia położona jest w obwodzie królewieckim. Na odcinku Kaliningrad Pasażerski – Kutuzowo-Nowoje jest zelektryfikowana i dwutorowa, pozostała jej część jest niezelektryfikowana i jednotorowa.

## Historia
Linia powstała, gdy Prusy Wschodnie należały do Niemiec. W latach 1945–1991 leżała w Związku Sowieckim. Od 1991 położona jest w Rosji.